# ویلنوو-سن-ژرژ
شهر ویلنوو-سَن-ژُرژ (به فرانسوی: Villeneuve-Saint-Georges) در شهرستان ول-دو-مرن در ناحیه ایل-دو-فرانس با جمعیت ۳۰٬۴۵۰ نفر در کشور فرانسه واقع شده‌است